# Szarobure gleby pustynne
Szarobure gleby pustynne – suche, zasolone gleby pustynne klimatu umiarkowanego ciepłego.
Powstają one w obszarze klimatu kontynentalnego o rocznych sumach opadów ok. 100–150 mm, z maksimum opadów przypadającym wczesną wiosną. Wtedy rozwija się na nich efemeryczna roślinność półpustynna i zachodzą procesy glebotwórcze (przemiany minerałów, humifikacja i mineralizacja materii organicznej, wymywanie w głąb najruchliwszych produktów wietrzenia, głównie chlorków i siarczanów).
W trakcie lata roślinność zamiera i, wraz z mineralizacją (rozkładem) uschniętych części, dostarcza do powierzchniowych poziomów gleby łatwo rozpuszczalne sole, w tym sole sodu (pobrane wcześniej przez korzenie wraz z wodą z głębokich warstw gleby). Powoduje to rozwój procesów sołońcowatości (wzbogacenie w kationy sodu) przejawiających się niszczeniem agregatowej struktury i przejaśnieniem barwy powierzchniowych poziomów glebowych oraz powstaniem na głębokości ok. 10–30 cm zbitego, brunatnego poziomu wzbogacenia we frakcję iłu, tlenki żelaza i glinu oraz częściowo zaadsorbowany sód.
Opisana dwudzielność profilu gleby na poziomy: górny – jasnoszary, wzbogacony w węglany, ubogi w próchnicę i cząstki koloidalne; dolny – brunatny, zbity i strukturalny, jest najbardziej charakterystyczną cechą morfologii szroburych gleb pustynnych.
Szarobure gleby pustynne, wraz z buroziemami, są glebami strefowymi strefy suchej klimatu umiarkowanego ciepłego. Morfologicznie są one do siebie podobne, lecz szarobure gleby pustynne występują na obszarach bardziej suchych niż buroziemy i posiadają znaczne ilości węglanów już na powierzchni, gdy w buroziemach węglany występują zazwyczaj poniżej 30–50 cm głębokości. Największe obszary ich występowania można spotkać w Środkowej i Centralnej Azji (Kazachstan, Uzbekistan, Turkmenistan, Mongolia i północno-zachodnie Chiny), kotlinach śródgórskich Kordylierów w środkowej części Ameryki Północnej (przede wszystkim w okolicach Wielkiego Jeziora Słonego), a także na południu Ameryki Południowej – w Patagonii. Rolnicze wykorzystanie tych gleb ogranicza się do użytkowania ich jako pastwiska dla owiec i bydła.
Według międzynarodowej systematyki gleb WRB są one nazywane Calcisols lub Gypsisols. Według amerykańskiej systematyki Soil Taxonomy są to Aridisols.